# IAR 95
IAR 95
- 用途：戦闘機/地上攻撃機
- 分類：多用途戦闘機
- 設計者：IAR（英語版、ルーマニア語版）
- 製造者： ルーマニア
- 生産数：0

IAR 95はかつて進められていたルーマニアの超音速戦闘機の計画。計画は1970年代末に開始され、1981年に中止された。その後、間もなく計画は再開された。計画は1988年に試作機を製造する前に資金不足により中止されたが、実物大の模型が作られた。

## 設計と開発
設計は高翼配置の単葉機で両側面に給気口を備えた単発機である。設計は垂直尾翼を2枚備えたり双発機も同様に検討されたが、単発、1枚の垂直尾翼の案が選定された。他の設計はIAR-101とIAR-Sは他の設計配置だった。ルーマニアはユーゴスラビアと共同開発を検討したがノヴィ・アヴィオンの計画が頓挫したので実現しなかった。

## 仕様
出典: IAR 95 specifications[1]
諸元
- 乗員: One or two
- 全長: 52 ft 6 in （16 m）
- 全高: 17 ft 11 in （5.45 m）

- 空虚重量: 17,372 lb （7,880 kg）
- 最大離陸重量: 33,510 lb （15,200 kg）

性能
武装
- 多様なミサイルと爆弾3200 kg (7,055 lb)